# Крестьянка (Московская область)
Крестьянка — деревня в Наро-Фоминском районе Московской области, входит в состав сельского поселения Волчёнковское. Численность постоянного населения по Всероссийской переписи 2010 года — 12 человек, в деревне числится 1 улица Московская. До 2006 года Крестьянка входила в состав Афанасьевского сельского округа.
Деревня расположена в юго-западной части района, у устья, по левому берегу речки Пушинка — левом притоке реки Исьма (приток Протвы), примерно в 11 км к ювостоку от города Верея, недалеко от границы с Можайским районом, высота центра над уровнем моря 166 м. Ближайший населённый пункт — Глинки в 1,2 км на юго-запад.